# Chac mool

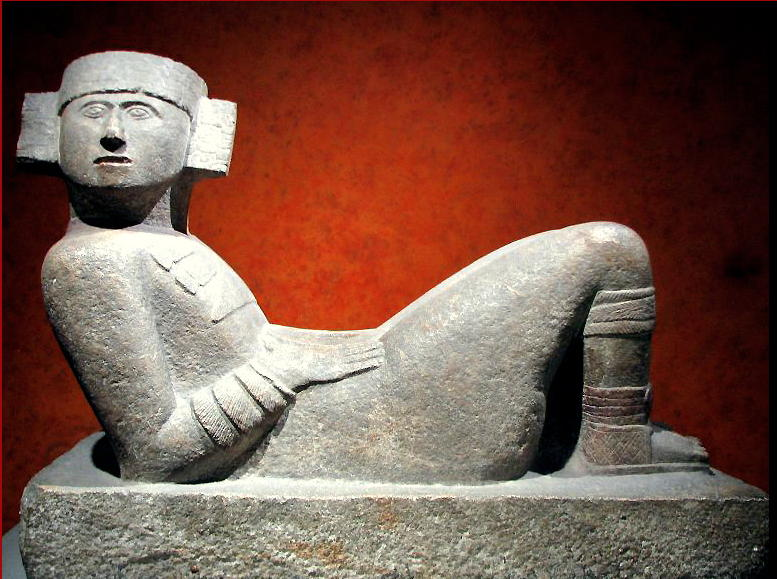
Una de las esculturas de Chac Mool que se han encontrado en Chichén Itzá.

Chac mool (del maya yucateco: Cháak moꞌol ‘garra de la lluvia’) es un tipo de escultura precolombina mesoamericana que aparece al principio del Período Posclásico en diversos sitios de la región. El término fue acuñado en 1874 por el explorador Augustus Le Plongeon, quien descubrió este tipo de escultura por primera vez en Yucatán. Él mismo propuso el nombre chac mool en maya yucateco, pensando que se trataba de un gobernante con el nombre Jaguar.
Este tipo de estatua hizo su aparición en Mesoamérica al inicio del período posclásico, y es asociada a los toltecas. Varios ejemplares se han encontrado en Tollan-Xicohcotitlan (Tula) y Chichén Itzá, y este hecho es uno de los argumentos utilizados en los debates sobre las relaciones entre estos dos sitios. Además, se conocen otras piezas procedentes de Ihuatzio (Michoacán) donde se les da el nombre purépecha de Uaxanoti (El que está sentado), Quiriguá (Guatemala), Cempoala (Veracruz) y el Templo Mayor de México-Tenochtitlan, entre otros.[cita requerida]